# Dirigering (nätverk)
Dirigering, eller routning, sällan ruttning, kallas den process som utförs av en router när denne väljer vilken väg som paketen i nätverket ska ta. Dirigering utförs i många olika nätverk, som till exempel i telefonnätet och Internet. Bland annat användas Dijkstras algoritm för att räkna fram den kortaste eller snabbaste vägen.